# 堪察加半島

紅色部分為俄羅斯堪察加邊疆區，包括整個堪察加半島及半島北面部分大陸

堪察加半島（羅馬化：Poluostrov Kamchatka），清朝稱甘查甲、岡扎德加，是位于东北亚的一个半岛，由俄羅斯聯邦遠東聯邦管區堪察加邊疆區管辖。堪察加半岛長1,250公里，面積472,300平方公里。半岛西滨鄂霍次克海，東临白令海及北太平洋。半島與太平洋之間的千島海溝深達10,500米。堪察加半岛的堪察加火山群为俄罗斯的世界遗产。

## 地理

堪察加半島的地形

堪察加半岛面积为472,300平方公里，占俄罗斯远东地区面积15％左右。半岛多山，中部有中部山脉（列定内山脉），沿海和沿海低地面积占半岛的土地面积少于三分之一。半岛有28座火山，堪察加火山群为世界遗产。半岛东南侧为整个区域人口主要聚居地以及经济较为发达的地区，堪察加邊疆區的彼得罗巴甫洛夫斯克便位于此区域，彼得罗巴甫洛夫斯克的主要港口位置优越。堪察加河（619千米）发源于中部山脉，自东北方流经中部谷地后，在克柳奇镇附近转向东部流，在乌斯季堪察茨克注入堪察加湾。位于中部的中部山脉和东海岸的东部山脉之间为谷地，是主要的森林区，有落叶松、桦树、白杨树和其他针叶树，森林蓄积量为19,300万立方米。自1930年，勘察加河中游部分地区森林砍伐现象严重，勘察加河在5月中旬至10月末可以通航，河口的鲑鱼的捕获量估计占到了东海岸的四分之一到二分之一。同时此区域也屬於全球火山活動最頻繁的地區，當中19座為世界自然遺產，其中克柳切夫火山海拔4,750米，是島上最高的活火山。勘察加半岛西南地区人口稀疏，地势崎岖。在10至11月和3至4月多大风，海岸线多为沙地，无良港，但海岸很少冰封。在海滨5公里以内几乎没有树木覆盖。半岛东北部包含有科里亚克区，气候寒冷，附近海面长时期冰冻，夏季才能通航。这个地区的品仁纳-舍利霍夫湾出产的海蟹占到俄罗斯远东地区的70％。

## 历史
清朝稱甘查甲、岡扎德加。 堪察加半岛最初生活的是堪察加人，与西伯利亚土著居民有显著的血缘关系，与西伯利亚土著居民一样，由于俄国人入侵和带来的天花病毒而人口大减，之后被并入俄国。后来堪察加半岛自17世纪起开始见诸欧洲人的记载中。最早由俄罗斯探险家伊凡·伊凡诺维奇·堪察基发现。后来，谢苗·伊凡诺维奇·迭日涅夫也到达过这里收集情报。17世纪末期，俄罗斯开始向这里殖民。
1697年，俄罗斯探险家弗拉基米尔·阿特拉索夫率领120人的探险队自阿纳德尔出发，沿着堪察加半岛西海岸南进，與当地的阿伊努人发生战斗。他们在伊捷尔缅族的聚落里找到了日本漂流民传兵卫，将他送往莫斯科。俄罗斯透過这个漂流民，获得許多关于日本的资讯。
1700年，在日本江户幕府绘制的地图中，这个半岛被標記为“勘察加”，属于虾夷地的一部分。1706年，堪察加半岛正式成为俄罗斯帝国的一部分。但是直到1713年，这里只有大约500名哥萨克居住。此后，维他斯·白令对堪察加再次进行勘测，并在1740年建立了堪察加彼得罗巴甫洛夫斯克。
1854年克里米亚战争期间，英法联军舰队圍攻堪察加彼得罗巴甫洛夫斯克，最终被俄罗斯成功击退。冷战期间，由于堪察加靠近美国，被苏联指定为军事管制区，禁止外国人进入，直到1991年才解除禁令。

## 生態
有驯鹿、棕熊、金鵰等。沿海有藍鯨。當地是鮭魚品種最多的地區，亦是斯特拉海雕的繁殖地。这里也是亚洲大陆唯一有阿伊努人的地方。

## 地質、地震與火山
堪察加河及周邊中央谷地兩側分布著大型火山帶，共包含約160座火山，其中目前仍有29座屬於活火山。堪察加半島火山密度極高，火山地形與活動現象多樣，聯合國教科文組織（UNESCO）列入世界遺產名錄的「堪察加火山群」包含6個遺址、共19座活火山，大多位於堪察加半島，是歐亞大陸火山活動最頻繁的地區之一。由於火山與冰川並存，堪察加半島亦有「冰與火之地」之稱。
半島最高的火山為克柳切夫火山（4,750米或15,584英尺），是北半球規模最大的活火山。 許多火山擁有形態完整、對稱的火山錐，其中克罗诺基火山曾被火山學家羅伯特與芭芭拉·德克評選為世界最美麗火山的候選之一。從堪察加彼得罗巴甫洛夫斯克市區即可望見的三座火山相對容易抵達，分別是科里亞克火山、阿瓦恰火山與科澤爾火山。此外，位於堪察加中部的間歇泉谷亦相當著名，但該地於2007年6月曾因大規模泥石流而部分被毀。
由於千岛海沟的存在，深源地震與海嘯在此地區極為常見。1737年10月17日及1952年11月5日曾先後發生兩次超大型逆衝型地震，震級分別約為9.3級與9.0級。2006年4月亦記錄到一連串較淺層的地震。2017年7月18日，堪察加半島以東東南方向202（109海里）的太平洋發生Mww7.7強震，震源深度僅10（33,000英尺）。
2025年7月30日（協調世界時7月29日），彼得罗巴甫洛夫斯克-堪察加東南偏東119（64海里）的太平洋再度發生Mww8.8強震，震源深度約21（69,000英尺）。

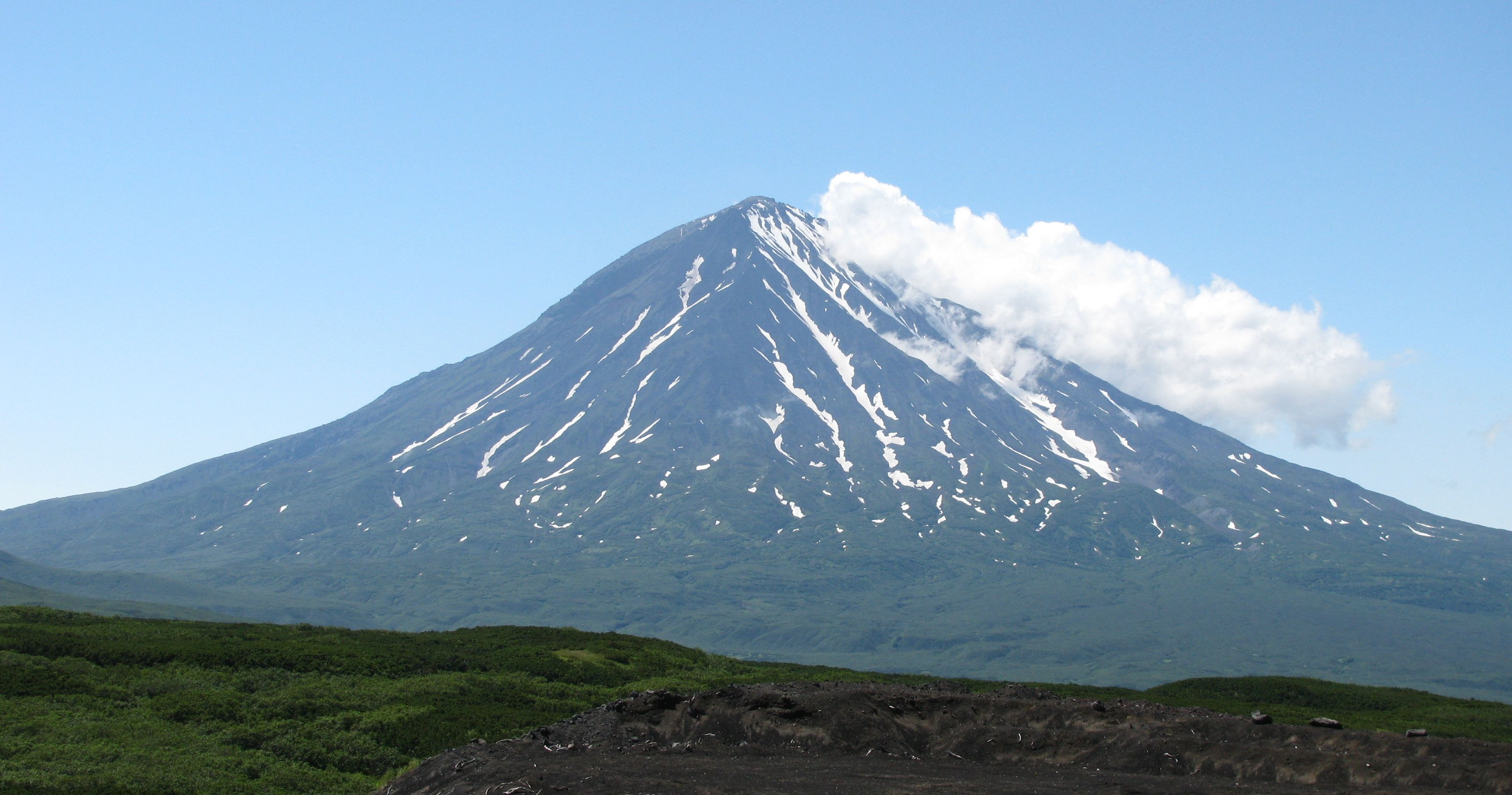
堪察加半島南部的奧帕拉火山
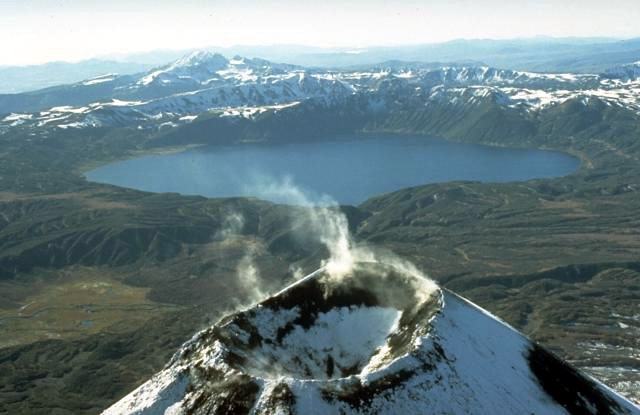
從北方望向卡雷姆火山前景的阿卡傑米亞瑙克火山湖泊
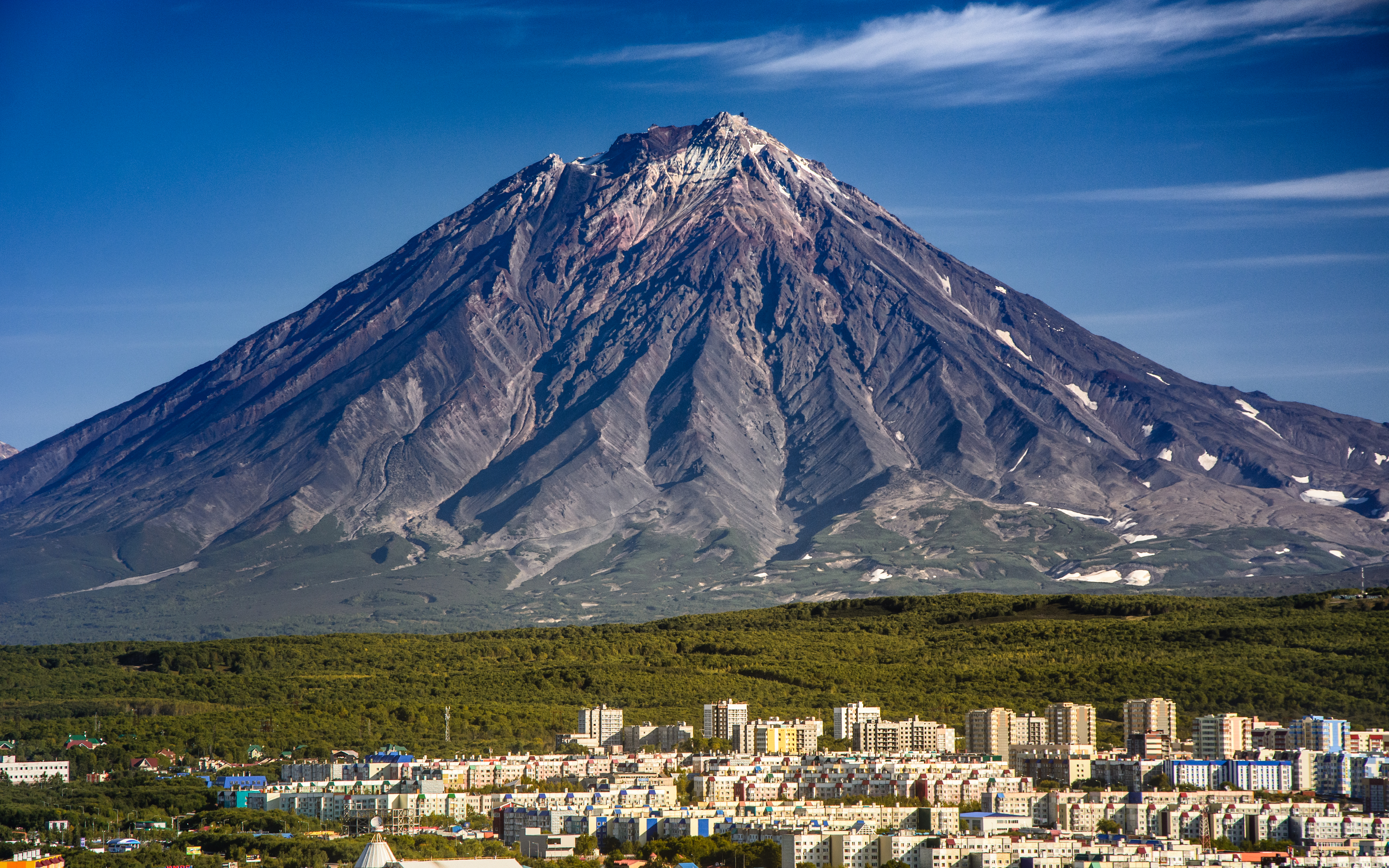
聳立於堪察加彼得罗巴甫洛夫斯克附近的科里亞克火山
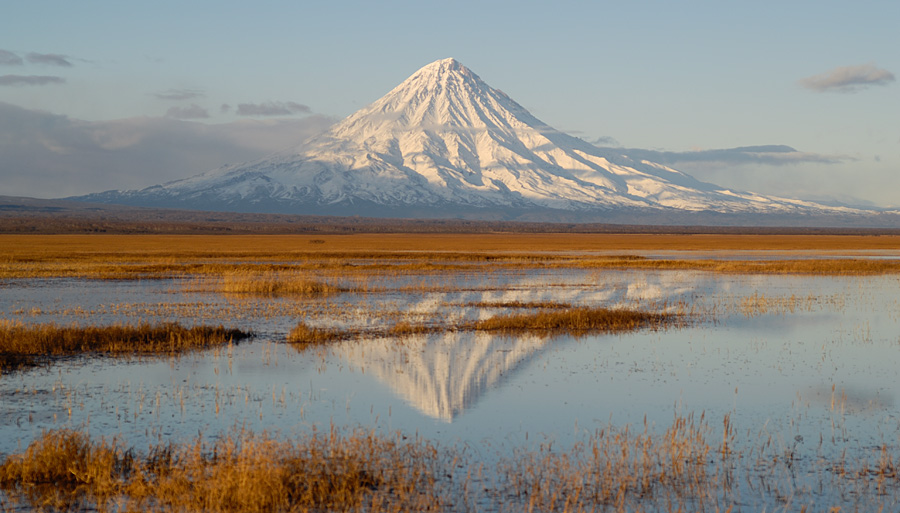
位於克羅諾基自然保護區、克羅諾基湖以東的克罗诺基火山

该半岛基赫皮內奇火山山腳有一處“死亡谷”，该死亡谷的地势非常崎岖，怪石嶙峋，其中三面环山，只有一面与外面相通，其中狗熊、狼獾、野猪等野生动物相繼死亡，遍地白骨，十分凄凉。因为山谷的谷底有含硫岩层，有纯硫裸露而充满了有毒的气体—硫化氢（H2S）。这个美丽峡谷中的有毒气体在几分钟之内就会把动物杀死。只有强烈的东风和北风刮来时，地下的毒气才被稀释消散，此时入谷方安全无虞。

## 人口
堪察加半島地廣人稀。根據人口統計資料，所屬的堪察加邊疆區在2010年僅322,079人口，而且仍在下跌中（1989年尚有466,096人）。

## 延伸閱讀
- Gleadhill, Diana, , Hong Kong: Odyssey Books, 2007, ISBN 978-962-217-780-2.

## 外部連結
- 维基导游上有關堪察加的旅行指南
- UNESCO World Heritage Site profile（页面存档备份，存于）
- Information about Kamchatka peninsula and traveling there